# Dimlama
Dimlama – tradycyjny uzbecki gulasz przygotowywany w czasie żniw, kiedy jest szeroki wybór warzyw.

## Charakterystyka
Istnieje wiele wariantów i odmian tej potrawy, a każde gospodarstwo domowe przyrządza ją wedle własnego uznania. Najczęściej jest to kombinacja jagnięciny lub wołowiny, cebuli, ziemniaków, marchwi, papryki, pomidorów, czosnku, rzepy, dyni, szczypioru, kminku i kapusty (czasami dodaje się te owoce). Składniki te układane są warstwowo, przy czym jagnięcina jest najpierw smażona z cebulą, a następnie reszta warzyw jest układana w garnku warstwami, bez mieszania. Ostatnią warstwą jest kapusta, której funkcją jest zapobiegnięcie wydostaniu się aromatów z wszystkich warstw pod spodem. Danie gotuje się powoli, przez około dwie godziny, do wydzielenia soków.

## Serwowanie
Potrawę serwuje się posypaną świeżą kolendrą lub koperkiem i spożywa się na talerzu łyżką.

## Galeria

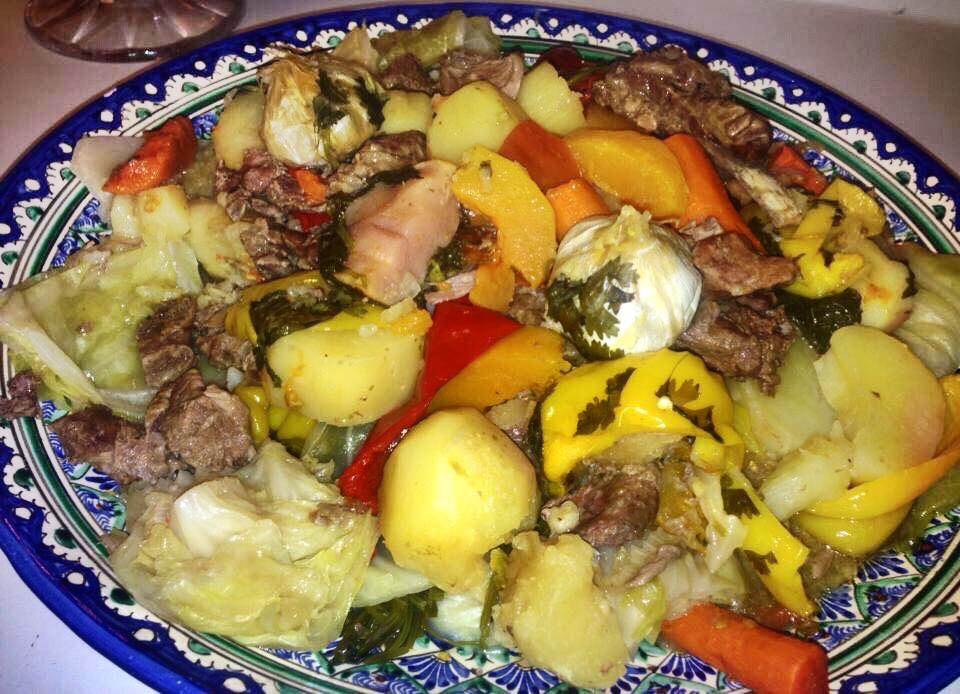
Formy dimlamy
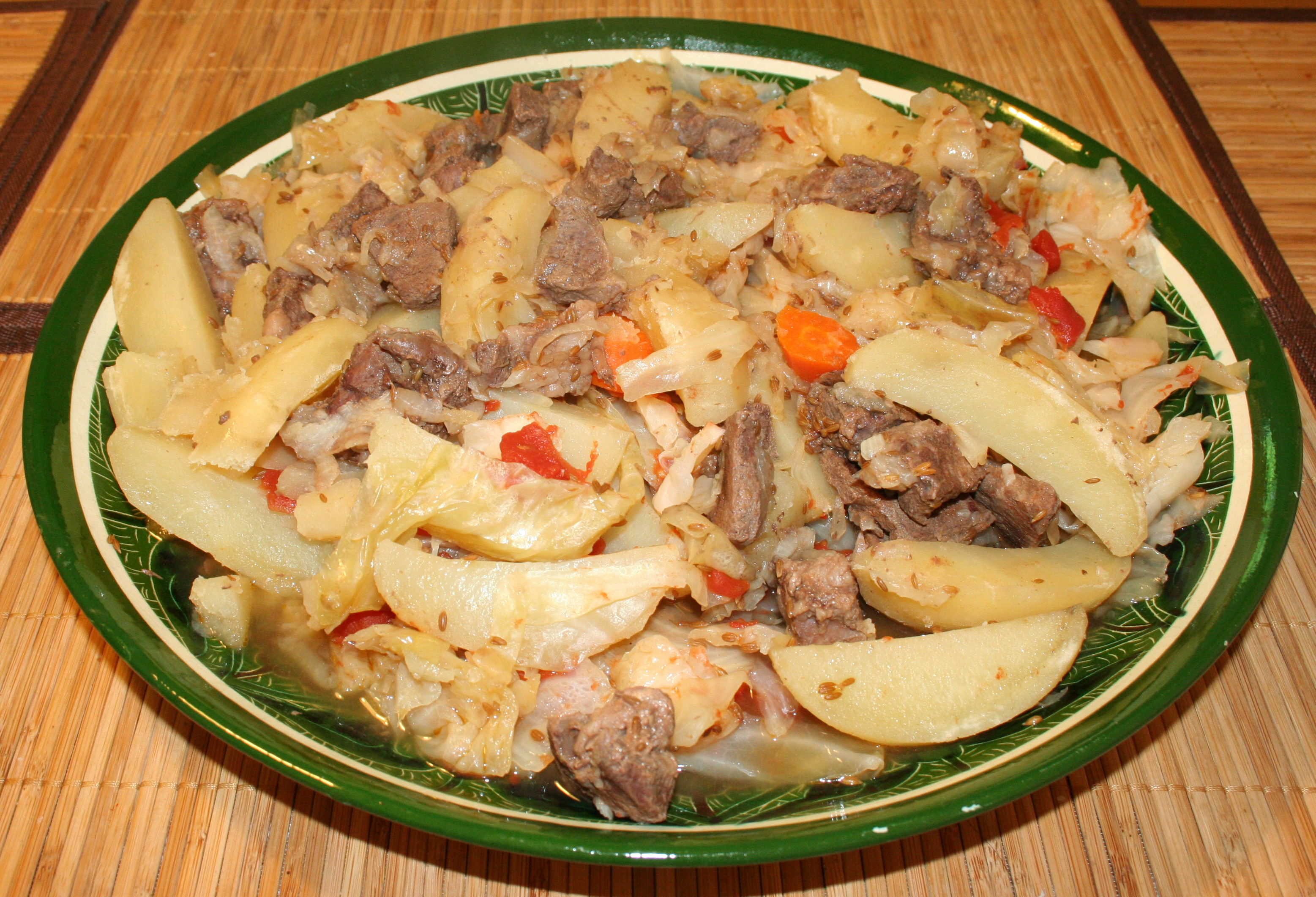